# Ḛ
Cette page contient des caractères spéciaux ou non latins. S’ils s’affichent mal (▯, ?, etc.), consultez la page d’aide Unicode.
Ḛ (minuscule : ḛ), ou E tilde souscrit, est un graphème utilisé dans l'écriture du kim, du nangnda, du ngambay, du sar, du zarma et du ǃxóõ. Il s'agit de la lettre E diacritée d'un tilde souscrit.

## Utilisation
En ngambay, le E tilde souscrit ‹ Ḛ › représente un E nasalisé,.
En zarma, le E tilde souscrit ‹ Ḛ › représente un E nasalisé.

## Représentations informatiques
Le E tilde souscrit peut être représenté avec les caractères Unicode suivants :
- précomposé (latin étendu additionnel) :

| formes    | représentations | chaînes de caractères | points de code | descriptions                             |
| --------- | --------------- | --------------------- | -------------- | ---------------------------------------- |
| capitale  | Ḛ               | Ḛ                     | U+1E1A         | lettre majuscule latine e tilde souscrit |
| minuscule | ḛ               | ḛ                     | U+1E1B         | lettre minuscule latine e tilde souscrit |

- décomposé (latin de base, diacritiques) :

| formes    | représentations | chaînes de caractères | points de code | descriptions                                         |
| --------- | --------------- | --------------------- | -------------- | ---------------------------------------------------- |
| capitale  | Ḛ               | E◌̰                    | U+0045 U+0330  | lettre majuscule latine e diacritique tilde souscrit |
| minuscule | ḛ               | e◌̰                    | U+0065 U+0330  | lettre minuscule latine e diacritique tilde souscrit |